# C'mon/Jo-Anna Says
C'mon/Jo-Anna Says är en så kallad dubbel A-sida med båda sångerna skrivna av Per Gessle, och inspelade av honom på albumet Son of a Plumber från 2005. samt utgivna av honom på singel den 9 november samma år. Den nådde som högst en femte plats på den svenska singellistan.

## Listplaceringar
| Lista (2005-2006) | Topplacering |
| ----------------- | ------------ |
| Sverige           | 5            |

### Fotnoter
1. ↑  ”Son of a Plumber”. Svensk mediedatabas. 26 februari 2005. http://smdb.kb.se/catalog/id/002289094. Läst 21 juni 2015.
2. ↑  ”Jo-Anna Says”. Svensk mediedatabas. 26 februari 2005. http://smdb.kb.se/catalog/id/002011496. Läst 21 juni 2015.
3. ↑  ”Jo-Anna Says/Son of a Plumber”. Svensk mediedatabas. 26 februari 2005. http://smdb.kb.se/catalog/id/002026693. Läst 21 juni 2015.
4. ↑  ”C'mon/Jo-Anna Says”. Per Gessles webbplats. 9 november 2005. http://www.gessle.com/soap-discography/single-soap-discography/cmon-jo-anna-says-cdm/. Läst 21 juni 2015.
5. ↑  ”C'mon/Jo-Anna Says”. Swedishcharts. 26 februari 2005. http://swedishcharts.com/showitem.asp?interpret=Son+Of+A+Plumber&titel=C%27mon+%2F+Jo-Anna+Says&cat=s. Läst 21 juni 2015.